# Куп Србије у одбојци 2022/23.
Куп Србије у одбојци 2022/23. је седамнаесто такмичење организовано под овим називом од стране Одабојкашког савеза Србије.

## Учесници
- Војводина, Нови Сад
- Грачац, Грачац
- Јединство, Стара Пазова
- Карађорђе, Топола
- Младеновац, Младеновац
- Млади радник, Пожаревац
- Ниш, Ниш
- Нови Сад Манекс, Нови Сад
- Партизан Ефбет, Београд
- Раднички доо, Крагујевац
- Рибница, Краљево
- Спартак, Љиг
- Спартак, Суботица
- Таково, Горњи Милановац
- Топличанин 97, Прокупље
- Црвена звезда, Београд

## Календар такмичења
- Осмина финала: 7—8. октобар 2022.
- Четвртфинале: 1—2. новембар 2022.
- Полуфинале: 22—23. новембар и 27—28. децембар 2022.
- Финале: 26. фебруар 2023.

## Осмина финала
Жреб парова осмине финала Купа Србије у сезони 2022/23. одржан је 29. септембра 2022. године.
У осмини финала се игра једна утакмица.
| Датум и време      |                  | Резултат       |                        | Сетови  | Сетови  | Сетови  | Сетови  | Сетови |
| Датум и време      | 1.               | Резултат       | 2.                     | 3.      | 4.      | 5.      |         |        |
| ------------------ | ---------------- | -------------- | ---------------------- | ------- | ------- | ------- | ------- | ------ |
| 7. 10. 2022. 17:00 | Спартак Суботица | 3 : 0 Извештај | Таково                 | 25 : 20 | 25 : 15 | 25 : 20 |         |        |
| 7. 10. 2022. 18:00 | Партизан Ефбет   | 3 : 0 Извештај | Карађорђе              | 25 : 20 | 28 : 26 | 25 : 10 |         |        |
| 7. 10. 2022. 18:30 | Црвена звезда    | 3 : 0 Извештај | Нови Сад Манекс        | 25 : 21 | 25 : 15 | 25 : 17 |         |        |
| 8. 10. 2022. 17:00 | Војводина        | 3 : 0 Извештај | Грачац                 | 25 : 11 | 25 : 13 | 25 : 10 |         |        |
| 8. 10. 2022. 19:00 | Рибница          | 3 : 0 Извештај | Топличанин 97          | 25 : 18 | 25 : 20 | 25 : 18 |         |        |
| 8. 10. 2022. 19:00 | Млади радник     | 3 : 1 Извештај | Младеновац             | 25 : 15 | 22 : 25 | 25 : 13 | 25 : 22 |        |
| 8. 10. 2022. 19:00 | Спартак Љиг      | 3 : 1 Извештај | Јединство Стара Пазова | 22 : 25 | 25 : 22 | 25 : 18 | 29 : 27 |        |
| 8. 10. 2022. 19:00 | Раднички доо     | 3 : 0 Извештај | Ниш                    | 25 : 15 | 25 : 14 | 25 : 18 |         |        |

## Четвртфинале
Жреб парова четвртфинала Купа Србије у сезони 2022/23. одржан је 19. октобра 2022. године.
У четвртфиналу се игра једна утакмица.
| Датум и време      |                | Резултат       |                  | Сетови  | Сетови  | Сетови  | Сетови  | Сетови |
| Датум и време      | 1.             | Резултат       | 2.               | 3.      | 4.      | 5.      |         |        |
| ------------------ | -------------- | -------------- | ---------------- | ------- | ------- | ------- | ------- | ------ |
| 1. 11. 2022. 18:00 | Партизан Ефбет | 3 : 1 Извештај | Спартак Љиг      | 25 : 19 | 23 : 25 | 25 : 16 | 25 : 22 |        |
| 2. 11. 2022. 17:30 | Војводина      | 3 : 0 Извештај | Спартак Суботица | 25 : 23 | 25 : 22 | 25 : 23 |         |        |
| 2. 11. 2022. 18:00 | Раднички доо   | 3 : 1 Извештај | Рибница          | 24 : 26 | 26 : 24 | 29 : 27 | 25 : 21 |        |
| 2. 11. 2022. 18:30 | Црвена звезда  | 1 : 3 Извештај | Млади радник     | 25 : 14 | 19 : 25 | 17 : 25 | 23 : 25 |        |

## Полуфинале
Жреб парова полуфинала Купа Србије у сезони 2022/23. одржан је 13. новембра 2022. године.
У полуфиналу се играју две утакмице (једна на домаћем и једна на гостујућем терену). У случају да противници остваре по једну победу, финалисту одређује бољи сет количник. Уколико је и сет количник исти, победник двомеча је клуб који је остварио бољи поен количник. Ако су противници изједначени и по поен количнику, победник се добија одигравањем златног сета.
| Датум и време       |                | Резултат       |                | Сетови  | Сетови  | Сетови  | Сетови | Сетови |
| Датум и време       | 1.             | Резултат       | 2.             | 3.      | 4.      | 5.      |        |        |
| ------------------- | -------------- | -------------- | -------------- | ------- | ------- | ------- | ------ | ------ |
| 22. 11. 2022. 19:00 | Раднички доо   | 3 : 1 Извештај | Партизан Ефбет | 25 : 17 | 16 : 25 | 25 : 16 | 25 : 9 |        |
| 28. 12. 2022. 19:30 | Партизан Ефбет | 3 : 0 Извештај | Раднички доо   | 25 : 21 | 25 : 22 | 25 : 23 |        |        |

- Партизан Ефбет се на основу бољег сет количника пласирао у финале.[4]

| Датум и време       |              | Резултат       |              | Сетови  | Сетови  | Сетови  | Сетови  | Сетови |
| Датум и време       | 1.           | Резултат       | 2.           | 3.      | 4.      | 5.      |         |        |
| ------------------- | ------------ | -------------- | ------------ | ------- | ------- | ------- | ------- | ------ |
| 23. 11. 2022. 19:00 | Млади радник | 3 : 1 Извештај | Војводина    | 22 : 25 | 25 : 23 | 29 : 27 | 25 : 19 |        |
| 27. 12. 2022. 17:30 | Војводина    | 3 : 0 Извештај | Млади радник | 25 : 17 | 25 : 20 | 25 : 18 |         |        |

- Војводина се на основу бољег сет количника пласирала у финале.[5]

## Финале
Домаћин финала Купа Србије у обе конкуренције по трећи пут је био Уб, а утакмице су одигране у тамошњој Хали спортова. Оба финална сусрета директно је преносио РТС 2. Био је ово шести пут у историји да су се у финалу националног купа састали одбојкаши Војводине и Партизана. Претходних пута то се догађало у сезонама 1993/94, 1994/95, 1995/96, 2014/15. и 2019/20, а у свих пет сусрета успешнији је био клуб из Новог Сада.
Ипак, играчи Партизан Ефбета су овога пута остварили победу и тако су успели да одбране трофеј освојен претходне сезоне у Лајковцу. Црно-белима је ово био укупно девети трофеј у националном купу, а други откад то такмичење носи назив Куп Србије. За најкориснијег играча финала проглашен је Милија Мрдак, коректор победничке екипе.
| Датум и време      |           | Резултат       |                | Сетови  | Сетови  | Сетови  | Сетови  | Сетови |
| Датум и време      | 1.        | Резултат       | 2.             | 3.      | 4.      | 5.      |         |        |
| ------------------ | --------- | -------------- | -------------- | ------- | ------- | ------- | ------- | ------ |
| 26. 2. 2023. 16:30 | Војводина | 2 : 3 Извештај | Партизан Ефбет | 25 : 21 | 22 : 25 | 25 : 18 | 19 : 25 | 7 : 15 |

| Победник Купа Србије у одбојци 2022/23. |
| --------------------------------------- |
| ОК Партизан 2. титула                   |